# Toolleen

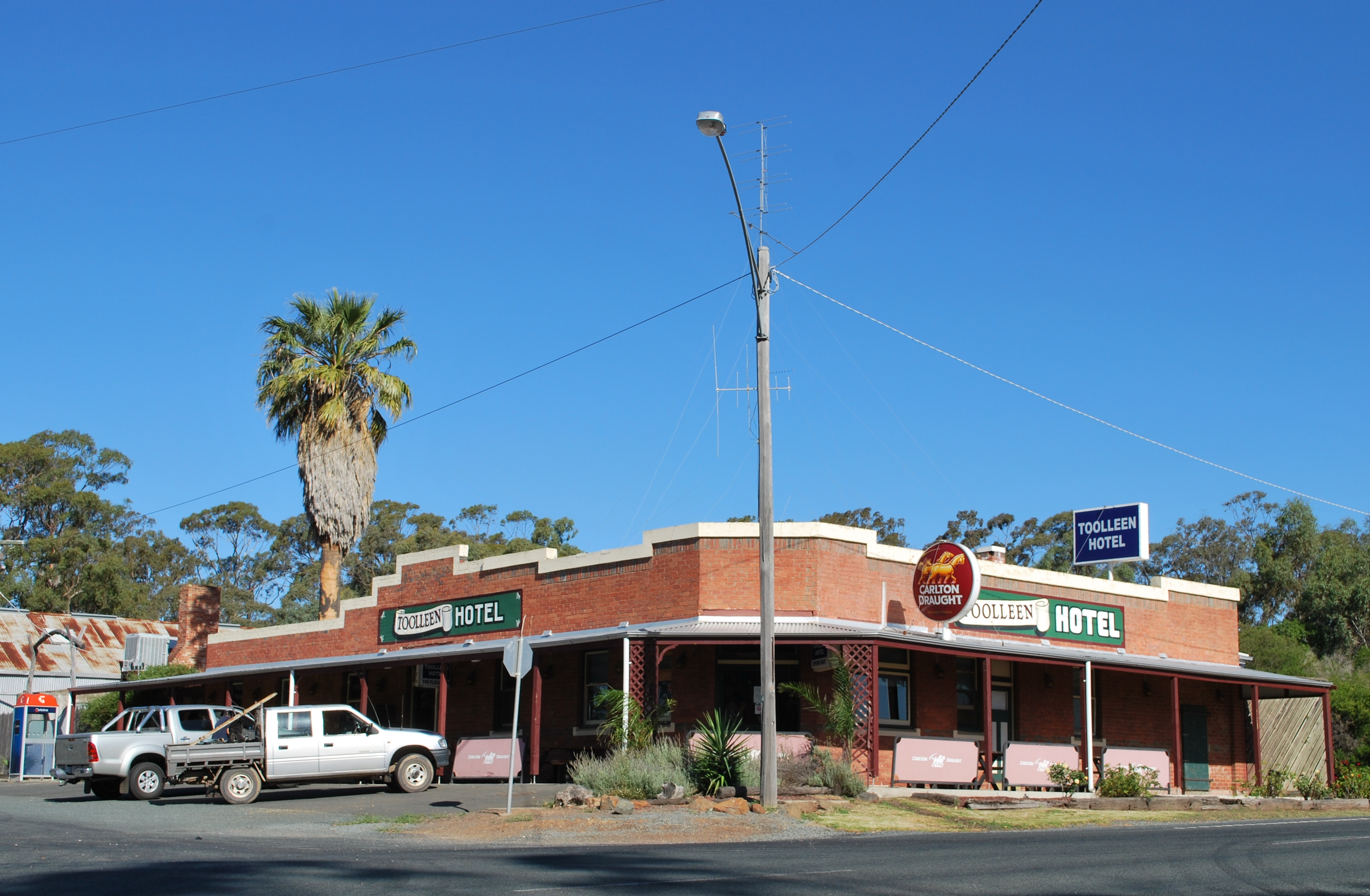
Toolleen, Austália

Toolleen é uma cidade no norte de Victoria, na Austrália. A cidade está localizada na Rodovia Norte e fica no Condado de Campaspe e nas áreas do governo local da cidade de Greater Bendigo, 142 km ao norte da capital do estado, Melbourne.[carece de fontes?] No Censo de 2016, Toolleen e a área circundante tinham uma população de 182 habitantes.[carece de fontes?]

A cidade é agora principalmente uma região agrícola, com o cultivo de uvas para a produção de vinho se tornando cada vez mais popular.